# Glaciar dos Diablerets
O Glaciar dos Diablerets ou Glaciar de Tsanfleuron - em francês:  glacier des Diablerets ou em alemão:  Tsanfleurongletscher -  encontra-se no Maciço des Diablerets nos Alpes berneses.
O glaciar nasce entre o Oldenhorn a Norte e a montanha dos Diablerets a Sul, que ficam nos limite dos cantões suíços de Vaud, do Valais e de Berna. O glaciar fica na linha de separação de águas do Rio Reno que vai desaguar na Holanda, e do Ródano que vai desaguar no delta da Camarga no mar  Mediterrâneo.

## Esqui
O glaciar é muito procurado pois é facilmente acessível a partir do Colo do Pillon que se encontra só a 1 546 m de altitude, entre as localidades de Les Diablerets e Gstaad, onde um teleférico os deposita no chamado Glaciar 3000 que na realidade se encontra a 2 860 m de altitude.